# Federazione di baseball dell'Argentina
La Federazione argentina di baseball (spa. Federación Argentina de Béisbol) è un'organizzazione fondata per governare la pratica del baseball e del softball in Argentina.
Organizza il campionato maschile e di softball femminile, e pone sotto la propria egida la nazionale maschile e di softball femminile.